# DR P6 Beat
DR P6 Beat ist ein öffentlich rechtlicher dänischer Radiosender. Der Sender spielt schwerpunktmäßig Musik aus dem Alternative- und Indie-Genre.
Im September 2018 gab Danmarks Radio bekannt, dass in den kommenden zwei Jahren massiv Stellen abgebaut und Programme eingestellt werden. Dies betrifft auch P6 Beat. Am 20. September 2019 gab Danmarks Radio bekannt, dass P6 Beat – entgegen früheren Angaben – im Jahr 2020 auf jeden Fall weiter sendet.

## Verbreitung
Das Programm ist ein „Digital only“ Angebot und sendet ausschließlich im Web als Stream und landesweit via DAB+.